# Ligabueino
Ligabueino („Ligabueho malý“) byl rod drobného abelisauridního teropoda (dravého dinosaura), pojmenovaného po italském lékaři G. Ligabuem. Formálně byl popsán roku 1996 argentinským paleontologem José F. Bonapartem.

## Popis
Tento taxon patří mezi nejmenší známé dinosaury vůbec s odhadovanou délkou těla jen kolem 79 cm. Jeho hmotnost dosahovala pouze asi 0,5 kilogramu. Žil v období rané křídy na území dnešní Argentiny (lokalita La Amarga).

## Materiál
Objeveny z něj byly tyto fosilní kosti: stehenní kost, kyčelní kost, stydká kost, článek prstu a neurální výběžky krčních, hrudních a ocasních obratlů. Je možné, že se jednalo o zástupce čeledi Noasauridae, na základě dochovaného fosilního materiálu je ale možné bezpečně určit pouze příslušnost k nadčeledi Abelisauroidea.